# Hydrazogroep

Structuurformule van 1,2-difenylhydrazine.

Een hydrazogroep is in de organische chemie een functionele groep en tevens een aanduiding voor een derivaat van hydrazine. Hierbij zijn twee stikstofatomen aan elkaar gekoppeld. Elk van beide stikstoffen is enerzijds aan een waterstofatoom gebonden en anderzijds aan een alkyl- of arylgroep.